# Смит, Пол (дизайнер)
Сэр Пол Бри́рли Смит (англ. Paul Brierley Smith; род. 5 июля 1946) — английский модельер. Получил известность, благодаря выпуску мужской одежды. Является одним из самых успешных и уважаемых модельеров в мире.
В 2000 году королева Елизавета II наградила Пола Смита званием рыцаря.

## Карьера
Карьера Пола Смита началась после падения с велосипеда. В течение 6 месяцев он находился в госпитале и за это время приобрел несколько новых друзей. После выхода из больницы, вместе с новоприобретенными друзьями Смит решает отпраздновать это событие в местном пабе, известным среди творческих людей. Именно тогда Пол понимает, что хочет стать частью яркого и захватывающего мира. По вечерам он начинает брать курсы шитья и при поддержке Полин Деньер в 1970 году открывает свой первый магазин по адресу Ноттингем, Бьярд-лэйн, 10. В 1976 году он уже представляет свою первую коллекцию в Париже. В 1979 году Пол Смит открывает свой второй магазин на Флорал-стрит, а в 1987 году в Нью-Йорке, по адресу 5-я авеню, 108. В 1998 году Смит впервые представляет женскую коллекцию одежды.
В 2007 году английское издание The Evening Standard внесло Пола Смита в список 50 самых влиятельных представителей модной индустрии Великобритании.
В течение следующих 2 лет новые бутики открываются по всему миру: в Дубае, Антверпене, Лос-Анджелесе, Бангалоре, Лидсе.
С мая 2008 Пол Смит ведет свой блог.
В 2019 году Смит сыграл эпизодическую роль в фильме Люди в чёрном: Интернэшнл, а также спроектировал костюмы, использованные в фильме.
11 июня 2024 года Пол Смит показал новую коллекцию на 106-й Pitti Uomo.

## Коллекции
Существует много разных коллекций: Paul Smith, Paul Smith Blue, Paul Smith Black, PS by Paul Smith, Paul x, Paul Smith Jeans, Paul Smith London, R.Newbold (для Японии), Paul Smith Accessories, Paul Smith Shoes, Paul Smith Fragrance, Paul Smith Watches, Paul Smith Furniture and ‘things’. Одежда основной линии Paul Smith (mainline) и значительная часть одежды линии London производится в Италии. Одежда линии PS by Paul Smith производится главным образом в Португалии. Обувь Paul Smith в основном делается в Италии, аксессуары - в Италии и Испании. Одежда Paul Smith Jeans, а также трикотажные вещи Paul Smith London отшиваются в Китае.
Бутики Paul Smith располагаются по всему в миру: в Лондоне, Ноттингеме, Лидсе, Антверпене, Париже, Милане, Москве, Санкт-Петербурге, Нью-Йорке, Лос-Анджелесе, Гонконге, Сан-Франциско, Кейптауне, Стамбуле, Сингапуре, Тайване, Таиланде, Корее, Кувейте, ОАЭ, на Филиппинах и более двухсот в Японии.